# Empoli Football Club 2010-2011
Questa pagina raccoglie i dati riguardanti l'Empoli Football Club nelle competizioni ufficiali della stagione 2010-2011.

## Stagione
L'Empoli partecipa al campionato di Serie B 2010-2011, il sedicesimo della sua storia.
Il debutto stagionale avviene in Coppa Italia: davanti al proprio pubblico, l'Empoli batte 4-1 la Reggiana. Positivo anche l'esordio in campionato con una vittoria per 3-2 sul campo del Frosinone. Dopo questa vittoria arrivano 4 pareggi consecutivi contro Pescara, Triestina, Varese e Ascoli. Finalmente nel derby con il Grosseto gli Azzurri tornano alla vittoria, confermandosi anche una settimana più tardi andando a vincere sul campo del Cittadella. Sarà l'ultima squadra della serie cadetta a perdere l'imbattibilità frutto di 15 risultati utili consecutivi (5 vittorie e 10 pareggi). In questa striscia positiva si segnalano le nette vittorie interne entrambe per 3-0 ai danni delle due favorite alla vittoria del campionato, il Siena e l'Atalanta. L'imbattibilità porta la squadra nelle prime posizioni di classifica illudendo che sarebbe stato un campionato diverso dalle aspettative. Ma dopo i 15 risultati positivi arrivano 5 sconfitte consecutive, che riportano la squadra a metà classifica.
Il girone di ritorno risulterà più altalenante dal punto di vista dei risultati con strisce positive non più lunghe di 4 partite, ma caratterizzato da un numero maggiore di vittorie rispetto al girone di andata. Da segnalare la vittoria interna con la Reggina e a Bergamo contro l'Atalanta, il pareggio a Siena ma anche sconfitte inaspettate come quella interna contro il Modena e fuori casa contro il Sassuolo. Alla 39ª giornata sconfiggendo l'AlbinoLeffe in casa la squadra raggiunge la matematica salvezza e ha ancora la possibilità di raggiungere i playoff promozione vincendo lo scontro diretto con il Torino alla penultima giornata. La partita finirà in pareggio e così sfumano i sogni promozione.

## Divise e sponsor
Lo sponsor tecnico per la stagione 2010-2011 è Asics. Il primo sponsor è NGM Mobile, azienda di telefonia, mentre il secondo sponsor è la Computer Gross.
| Casa | Trasferta | Terza maglia |

## Organigramma societario
Dal sito internet della società:
Area direttiva
- Presidente: Fabrizio Corsi
- Vicepresidente: Roberto Bitossi
- Amministratore delegato: Francesco Ghelfi
- Consigliere: Salvadore Comunale
- Consigliere: Fabrizio Faraoni

Area organizzativa
- Direttore generale: Giuseppe Vitale
- Direttore sportivo: Marcello Carli
- Segretario generale: Stefano Calistri
- Segretario sportivo: Graziano Billocci
- Responsabile settore giovanile: Andrea Innocenti
- Responsabile segreteria generale settore giovanile: Debora Catastini

Area comunicazione
- Responsabile area comunicazione: Gianni Assirelli
- Responsabile marketing: Gianmarco Lupi
- Responsabile web: Samanta Panelli
- Responsabile biglietteria: Francesco Assirelli
- Responsabile sicurezza: Stefano Calistri

Area tecnica
- Allenatore: Alfredo Aglietti
- Allenatore in seconda: Giovanni Martusciello
- Preparatore dei portieri: Mauro Marchisio
- Preparatore atletico: Claudio Selmi
- Preparatore atletico: Daniele Sorbello

Area sanitaria
- Responsabile medico: dott. Massimo Morelli
- Medico sociale: dott. Giovanni Falai dott.Paolo Luca Vaglio
- Massaggiatori: Fabrizio Calattini, Simone Capaccioli

## Rosa
In corsivo i calciatori non facenti più parte della rosa, ma iscritti a referto durante la stagione.
| N. |                      | Ruolo | Calciatore                      |
| -- | -------------------- | ----- | ------------------------------- |
| 1  | Slovenia (bandiera)  | P     | Jasmin Handanovič               |
| 2  | Colombia (bandiera)  | D     | Ricardo Chará                   |
| 3  | Italia (bandiera)    | D     | Massimo Gotti                   |
| 4  | Italia (bandiera)    | D     | Andrea Alderotti                |
| 5  | Italia (bandiera)    | C     | Davide Moro                     |
| 6  | Italia (bandiera)    | C     | Mirko Valdifiori                |
| 7  | Italia (bandiera)    | C     | Flavio Lazzari                  |
| 8  | Italia (bandiera)    | C     | Gianluca Musacci                |
| 9  | Italia (bandiera)    | A     | Claudio Coralli (vice capitano) |
| 10 | Italia (bandiera)    | A     | Christian Cesaretti             |
| 11 | Italia (bandiera)    | A     | Salvatore Foti                  |
| 12 | Italia (bandiera)    | C     | Iacopo Fanucchi                 |
| 12 | Italia (bandiera)    | P     | Jacopo Furlan                   |
| 13 | Polonia (bandiera)   | D     | Adam Kokoszka                   |
| 14 | Italia (bandiera)    | A     | Nicolao Dumitru                 |
| 14 | Italia (bandiera)    | D     | Marco Gorzegno                  |
| 15 | Venezuela (bandiera) | C     | Franco Signorelli               |
| 16 | Uruguay (bandiera)   | A     | Gastón Brugman                  |
| 17 | Italia (bandiera)    | D     | Antonio Tognarelli              |

| N. |                      | Ruolo | Calciatore                 |
| -- | -------------------- | ----- | -------------------------- |
| 18 | Argentina (bandiera) | A     | Federico Laurito           |
| 19 | Italia (bandiera)    | C     | Riccardo Nardini           |
| 21 | Italia (bandiera)    | D     | Lorenzo Stovini (capitano) |
| 22 | Italia (bandiera)    | A     | Riccardo Saponara          |
| 23 | Italia (bandiera)    | D     | Alessandro Vinci           |
| 24 | Italia (bandiera)    | D     | Lino Marzoratti            |
| 25 | Italia (bandiera)    | D     | Daniele Mori               |
| 26 | Italia (bandiera)    | A     | Manuel Pucciarelli         |
| 27 | Italia (bandiera)    | P     | Alberto Pelagotti          |
| 29 | Italia (bandiera)    | A     | Stefano Castellani         |
| 30 | Italia (bandiera)    | P     | Paride Addario             |
| 31 | Italia (bandiera)    | A     | Diego Fabbrini             |
| 32 | Italia (bandiera)    | C     | Leonardo Bianchi           |
| 34 | Italia (bandiera)    | D     | Lorenzo Tonelli            |
| 40 | Argentina (bandiera) | A     | Fernando Forestieri        |
| 45 | Italia (bandiera)    | D     | Gabriele Angella           |
| 77 | Georgia (bandiera)   | A     | Irakli Shekiladze          |
| 91 | Italia (bandiera)    | C     | Roberto Soriano            |
| 99 | Georgia (bandiera)   | A     | Levan Mch'edlidze          |

## Calciomercato

### Sessione estiva(dall'1/7 al 31/8)
Trasferimenti della sessione estiva di calciomercato.
| Acquisti | Acquisti           | Acquisti  | Acquisti                 |
| R.       | Nome               | da        | Modalità                 |
| -------- | ------------------ | --------- | ------------------------ |
| P        | Jasmin Handanovič  | Mantova   | definitivo               |
| D        | Marco Gorzegno     | Brescia   | prestito                 |
| D        | Massimo Gotti      | Udinese   | prestito                 |
| D        | Lino Marzorati     | Cagliari  | riscatto comp. (0,3 mln) |
| D        | Ricardo Chará      | Udinese   | compartecipazione        |
| C        | Iacopo Fanucchi    | Figline   | definitivo               |
| C        | Marco Granaiola    | Olbia     | riscatto comp. (0 mln)   |
| C        | Flavio Lazzari     | Udinese   | compartecipazione        |
| C        | Francesco Lodi     | Udinese   | fine prestito            |
| C        | Davide Moro        | Livorno   | fine prestito            |
| C        | Riccardo Nardini   | Reggiana  | definitivo               |
| C        | Roberto Soriano    | Sampdoria | prestito                 |
| A        | Levan Mchedlidze   | Palermo   | fine prestito            |
| A        | Salvatore Caturano | Viareggio | fine prestito            |
| A        | Salvatore Foti     | Sampdoria | prestito                 |

| Cessioni | Cessioni            | Cessioni   | Cessioni                    |
| R.       | Nome                | a          | Modalità                    |
| -------- | ------------------- | ---------- | --------------------------- |
| P        | Davide Bassi        | Torino     | prestito                    |
| P        | Gianmarco D'Oria    | Prato      | compartecipazione           |
| P        | Renato Dossena      | Barletta   | compartecipazione           |
| D        | Gabriele Angella    | Udinese    | compartecipazione           |
| D        | Angelo Antonazzo    | Chievo     | fine prestito               |
| D        | Andrea Cupi         | -          | svincolato                  |
| D        | Nikola Gulan        | Fiorentina | fine prestito               |
| D        | Simone Iacoponi     | Foligno    | compartecipazione           |
| D        | Vittorio Tosto      | -          | ritiro                      |
| C        | Tony D'amico        | -          | svincolato                  |
| C        | Pietro De Giorgio   | -          | svincolato                  |
| C        | Marco Granaiola     | Celano     | compartecipazione           |
| C        | Roberto Guitto      | Ravenna    | compartecipazione           |
| C        | Francesco Lodi      | Frosinone  | compartecipazione           |
| C        | Marco Mancosu       | Cagliari   | fine prestito               |
| C        | Francesco Marianini | -          | svincolato                  |
| C        | Ighli Vannucchi     | -          | svincolato                  |
| A        | Salvatore Caturano  | Ravenna    | compartecipazione           |
| A        | Nicolao Dumitru     | Napoli     | compartecipazione (3,0 mln) |
| A        | Eder                | Brescia    | prestito oneroso (2,2 mln)  |
| A        | Luca Saudati        | -          | svincolato                  |

### Sessione invernale(dal 3/1 al 31/1)
Trasferimenti della sessione invernale di calciomercato
- In corsivo i giocatori non facenti più parte della rosa.

| Acquisti | Acquisti            | Acquisti  | Acquisti       |
| R.       | Nome                | da        | Modalità       |
| -------- | ------------------- | --------- | -------------- |
| P        | Renato Dossena      | Barletta  | fine prestito  |
| C        | Francesco Lodi      | Frosinone | riscatto comp. |
| A        | Salvatore Caturano  | Ravenna   | riscatto comp. |
| A        | Fernando Forestieri | Udinese   | prestito       |
| A        | Federico Laurito    | Udinese   | prestito       |

| Cessioni | Cessioni           | Cessioni         | Cessioni          |
| R.       | Nome               | a                | Modalità          |
| -------- | ------------------ | ---------------- | ----------------- |
| P        | Renato Dossena     | Como             | prestito          |
| D        | Adam Kokoszka      | Polonia Varsavia | prestito          |
| C        | Jacopo Fanucchi    | Pisa             | prestito          |
| C        | Francesco Lodi     | Catania          | compartecipazione |
| A        | Cristian Cesaretti | Frosinone        | prestito          |
| A        | Salvatore Caturano | Fidelis Andria   | prestito          |

## Risultati

### Serie B

#### Girone di andata
| Arbitro: | Nasca (Bari) |

|                        |           |                               |
| Santoruvo 12’ Biso 85’ | Marcatori | 33’ Fabbrini 73’, 90’ Coralli |

| Empoli 30 agosto 2010, ore 19:00 UTC+2 2ª giornata | Empoli        | 0 – 0 referto | Pescara | Stadio Carlo Castellani (3.562 spett.)\| Arbitro: \| Doveri (Roma) \| |
| Arbitro:                                           | Doveri (Roma) |               |         |                                                                       |

| Varese 5 settembre 2010, ore 15:00 UTC+2 3ª giornata | Varese             | 0 – 0 referto | Empoli | Stadio Franco Ossola (5.176 spett.)\| Arbitro: \| Tozzi (Ostia Lido) \| |
| Arbitro:                                             | Tozzi (Ostia Lido) |               |        |                                                                         |

| Arbitro: | Corletto (Castelfranco Veneto) |

|             |           |             |
| Coralli 10’ | Marcatori | 33’ Testini |

| Ascoli Piceno 18 settembre 2010, ore 15:00 UTC+2 5ª giornata | Ascoli               | 0 – 0 referto | Empoli | Stadio Cino e Lillo Del Duca (6.026 spett.)\| Arbitro: \| Giacomelli (Trieste) \| |
| Arbitro:                                                     | Giacomelli (Trieste) |               |        |                                                                                   |

| Arbitro: | Massa (Imperia) |

|             |           |  |
| Stovini 44’ | Marcatori |  |

| Arbitro: | Ruini (Trieste) |

|                               |           |                                 |
| Piovaccari 73’ Gasparetto 85’ | Marcatori | 55’ Foti 70’ Musacci 90+3’ Mori |

| Arbitro: | Baratta (Salerno) |

|             |           |           |
| Coralli 84’ | Marcatori | 71’ Cacia |

| Modena 13 ottobre 2010, ore 20:45 UTC+2 9ª giornata | Modena        | 0 – 0 referto | Empoli | Stadio Alberto Braglia (4.774 spett.)\| Arbitro: \| Ciampi (Roma) \| |
| Arbitro:                                            | Ciampi (Roma) |               |        |                                                                      |

| Arbitro: | Candussio (Cervignano del Friuli) |

|                                      |           |  |
| Coralli 35’, 84’ (rig.) Fabbrini 38’ | Marcatori |  |

| Reggio Calabria 23 ottobre 2010, ore 15:00 UTC+2 11ª giornata | Reggina            | 0 – 0 referto | Empoli | Stadio Oreste Granillo (5.001 spett.)\| Arbitro: \| Tozzi (Ostia Lido) \| |
| Arbitro:                                                      | Tozzi (Ostia Lido) |               |        |                                                                           |

| Empoli 30 ottobre 2010, ore 15:00 UTC+2 12ª giornata | Empoli             | 0 – 0 referto | Crotone | Stadio Carlo Castellani (2.256 spett.)\| Arbitro: \| Calvarese (Teramo) \| |
| Arbitro:                                             | Calvarese (Teramo) |               |         |                                                                            |

| Arbitro: | Guida (Torre Annunziata) |

|                  |           |                         |
| Succi 39’, 90+1’ | Marcatori | 66’ Lazzari 76’ Coralli |

| Arbitro: | Ciampi (Roma) |

|             |           |                |
| Bertani 13’ | Marcatori | 57’ F. Lazzari |

| Arbitro: | Tommasi (Bassano del Grappa) |

|                                 |           |  |
| Coralli 7’, 76’ (rig.) Foti 24’ | Marcatori |  |

| Arbitro: | Candussio (Cervignano del Friuli) |

|                         |           |                    |
| Iori 35’ Migliónico 64’ | Marcatori | 53’ (rig.) Coralli |

| Arbitro: | Gallione (Alessandria) |

|  |           |              |
|  | Marcatori | 55’ Quadrini |

| Arbitro: | Ruini (Reggio Emilia) |

|                |           |  |
| Cissé 11’, 87’ | Marcatori |  |

| Arbitro: | Corletto (Castelfranco Veneto) |

|                      |           |                                        |
| Soriano 79’ Foti 88’ | Marcatori | 87’ Cunico 90’ Altinier 90+4’ Schiavon |

| Arbitro: | Doveri (Roma) |

|                         |           |               |
| Iunco 48’ Pellicori 53’ | Marcatori | 74’ Marzorati |

| Arbitro: | Nasca (Bari) |

|             |           |                |
| D. Moro 53’ | Marcatori | 60’ Abbruscato |

#### Girone di ritorno
| Arbitro: | Merchiori (Ferrara) |

|                         |           |              |
| Coralli 33’, 42’ (rig.) | Marcatori | 13’ Cariello |

| Arbitro: | Velotto (Grosseto) |

|             |           |  |
| Bonanni 50’ | Marcatori |  |

| Arbitro: | Doveri (Roma) |

|             |           |            |
| Coralli 61’ | Marcatori | 16’ Ebagua |

| Arbitro: | Baratta (Salerno) |

|               |           |                  |
| Antonelli 35’ | Marcatori | 23’, 75’ Coralli |

| Arbitro: | Tommasi (Bassano del Grappa) |

|             |           |  |
| D. Moro 34’ | Marcatori |  |

| Arbitro: | Calvarese (Teramo) |

|                           |           |             |
| Immobile 31’ Caridi 90+6’ | Marcatori | 57’ Musacci |

| Arbitro: | Palazzino (Ciampino) |

|                            |           |  |
| Stovini 44’ Signorelli 88’ | Marcatori |  |

| Arbitro: | Cervellera (Taranto) |

|                       |           |                |
| Cacia 51’ Piccolo 67’ | Marcatori | 32’ Forestieri |

| Arbitro: | Bagalini (Fermo) |

|  |           |            |
|  | Marcatori | 4’ Signori |

| Siena 12 marzo 2011, ore 15:00 UTC+1 31ª giornata | Siena                  | 0 – 0 referto | Empoli | Stadio Artemio Franchi - Montepaschi Arena (7.094 spett.)\| Arbitro: \| Gallione (Alessandria) \| |
| Arbitro:                                          | Gallione (Alessandria) |               |        |                                                                                                   |

| Arbitro: | Massa (Imperia) |

|                |           |  |
| Forestieri 61’ | Marcatori |  |

| Arbitro: | Giacomelli (Trieste) |

|                            |           |                             |
| Vinetot 13’ Đurić 19’, 55’ | Marcatori | 45’ Stovini 84’ Mch'edlidze |

| Arbitro: | Merchiori (Ferrara) |

|                           |           |                              |
| Laurito 4’ Valdifiori 73’ | Marcatori | 23’ De Paula 54’ El Shaarawy |

| Empoli 8 aprile 2011, ore 20:45 UTC+2 35ª giornata | Empoli                       | 0 – 0 referto | Novara | Stadio Carlo Castellani (2.481 spett.)\| Arbitro: \| Tommasi (Bassano del Grappa) \| |
| Arbitro:                                           | Tommasi (Bassano del Grappa) |               |        |                                                                                      |

| Arbitro: | Nasca (Bari) |

|                 |           |                             |
| Doni 76’ (rig.) | Marcatori | 17’ Mch'edlidze 29’ Soriano |

| Empoli 22 aprile 2011, ore 19:00 UTC+2 37ª giornata | Empoli                            | 0 – 0 referto | Livorno | Stadio Carlo Castellani (2.913 spett.)\| Arbitro: \| Candussio (Cervignano del Friuli) \| |
| Arbitro:                                            | Candussio (Cervignano del Friuli) |               |         |                                                                                           |

| Arbitro: | Baratta (Salerno) |

|             |           |  |
| Quadrini 1’ | Marcatori |  |

| Arbitro: | Giacomelli (Trieste) |

|                                        |           |           |
| Stovini 38’ Forestieri 63’ Coralli 81’ | Marcatori | 84’ Cocco |

| Arbitro: | Doveri (Roma) |

|  |           |                    |
|  | Marcatori | 86’ (rig.) Coralli |

| Arbitro: | Ciampi (Roma) |

|                |           |          |
| Valdifiori 48’ | Marcatori | 3’ Iunco |

| Arbitro: | Giancola (Vasto) |

|                |           |             |
| Abbruscato 29’ | Marcatori | 45’ Brugman |

### Coppa Italia
| Arbitro: | Ciampi (Roma) |

|                                            |           |            |
| Coralli 10’, 81’ Angella 30’ Cesaretti 42’ | Marcatori | 66’ Alessi |

| Arbitro: | Celi (Campobasso) |

|              |           |  |
| Babacar 118’ | Marcatori |  |

## Statistiche

### Statistiche di squadra
Aggiornato al 29 maggio 2011
| Competizione | Punti | In casa | In casa | In casa | In casa | In casa | In casa | In trasferta | In trasferta | In trasferta | In trasferta | In trasferta | In trasferta | Totale | Totale | Totale | Totale | Totale | Totale | DR |
| Competizione | Punti | G       | V       | N       | P       | Gf      | Gs      | G            | V            | N            | P            | Gf           | Gs           | G      | V      | N      | P      | Gf     | Gs     | DR |
| ------------ | ----- | ------- | ------- | ------- | ------- | ------- | ------- | ------------ | ------------ | ------------ | ------------ | ------------ | ------------ | ------ | ------ | ------ | ------ | ------ | ------ | -- |
| Serie B      | 57    | 21      | 8       | 10      | 3       | 25      | 14      | 21           | 5            | 8            | 8            | 21           | 25           | 42     | 13     | 18     | 11     | 46     | 39     | +7 |
| Coppa Italia |       | 1       | 1       | 0       | 0       | 4       | 1       | 1            | 0            | 0            | 1            | 0            | 1            | 2      | 1      | 0      | 1      | 4      | 2      | +2 |
| Totale       | -     | 22      | 9       | 10      | 3       | 29      | 15      | 22           | 5            | 8            | 9            | 21           | 26           | 44     | 14     | 18     | 12     | 50     | 41     | +9 |

### Statistiche dei giocatori
Aggiornato al 29 maggio 2011
| Giocatore      | Serie B  | Serie B | Serie B     | Serie B    | Coppa Italia | Coppa Italia | Coppa Italia | Coppa Italia | Totale   | Totale | Totale      | Totale     |
| Giocatore      | Presenze | Reti    | Ammonizioni | Espulsioni | Presenze     | Reti         | Ammonizioni  | Espulsioni   | Presenze | Reti   | Ammonizioni | Espulsioni |
| -------------- | -------- | ------- | ----------- | ---------- | ------------ | ------------ | ------------ | ------------ | -------- | ------ | ----------- | ---------- |
| P. Addario     | 0        | 0       | 0           | 0          | 0            | 0            | 0            | 0            | 0        | 0      | 0           | 0          |
| G. Angella     | 2        | 0       | 0           | 0          | 1            | 1            | 0            | 0            | 3        | 1      | 0           | 0          |
| G. Brugman     | 2        | 1       | 0           | 0          | 0            | 0            | 0            | 0            | 2        | 1      | 0           | 0          |
| S. Castellani  | 1        | 0       | 0           | 0          | 0            | 0            | 0            | 0            | 1        | 0      | 0           | 0          |
| R. Chará       | 1        | 0       | 0           | 0          | 0            | 0            | 0            | 0            | 1        | 0      | 0           | 0          |
| C. Coralli     | 39       | 17      | 2           | 0          | 1            | 2            | 0            | 0            | 40       | 19     | 2           | 0          |
| C. Cesaretti   | 14       | 0       | 5           | 2          | 2            | 1            | 0            | 0            | 16       | 1      | 5           | 2          |
| N. Dumitru     | 0        | 0       | 0           | 0          | 1            | 0            | 0            | 0            | 1        | 0      | 0           | 0          |
| D. Fabbrini    | 26       | 2       | 3           | 1          | 2            | 0            | 0            | 0            | 28       | 2      | 3           | 1          |
| I. Fanucchi    | 6        | 0       | 2           | 0          | 0            | 0            | 0            | 0            | 6        | 0      | 2           | 0          |
| F. Forestieri  | 19       | 3       | 5           | 0          | 0            | 0            | 0            | 0            | 19       | 3      | 5           | 0          |
| S. Foti        | 18       | 3       | 3           | 0          | 1            | 0            | 0            | 0            | 19       | 3      | 3           | 0          |
| M. Gorzegno    | 27       | 0       | 5           | 0          | 0            | 0            | 0            | 0            | 27       | 0      | 5           | 0          |
| M. Gotti       | 21       | 0       | 0           | 0          | 2            | 0            | 0            | 0            | 23       | 0      | 0           | 0          |
| J. Handanovič  | 26       | -26     | 2           | 0          | 1            | -1           | 0            | 0            | 27       | -27    | 2           | 0          |
| A. Kokoszka    | 1        | 0       | 0           | 0          | 1            | 0            | 1            | 0            | 2        | 0      | 1           | 0          |
| F. Lazzari     | 18       | 2       | 4           | 0          | 1            | 0            | 0            | 0            | 19       | 2      | 4           | 0          |
| F. Laurito     | 9        | 1       | 1           | 0          | 0            | 0            | 0            | 0            | 9        | 1      | 1           | 0          |
| L. Marzorati   | 22       | 1       | 7           | 0          | 0            | 0            | 0            | 0            | 22       | 1      | 7           | 0          |
| L. Mch'edlidze | 20       | 2       | 5           | 0          | 1            | 0            | 0            | 0            | 21       | 2      | 5           | 0          |
| D. Mori        | 21       | 1       | 2           | 0          | 1            | 0            | 0            | 0            | 22       | 1      | 2           | 0          |
| D. Moro        | 31       | 2       | 7           | 0          | 1            | 0            | 1            | 0            | 32       | 2      | 8           | 0          |
| G. Musacci     | 34       | 2       | 10          | 0          | 2            | 0            | 0            | 0            | 36       | 2      | 10          | 0          |
| R. Nardini     | 34       | 0       | 1           | 1          | 1            | 0            | 0            | 0            | 35       | 0      | 1           | 1          |
| A. Pelagotti   | 16       | -13     | 1           | 0          | 1            | -1           | 0            | 0            | 17       | -14    | 1           | 0          |
| M. Pucciarelli | 1        | 0       | 0           | 0          | 0            | 0            | 0            | 0            | 1        | 0      | 0           | 0          |
| R. Saponara    | 17       | 0       | 2           | 0          | 0            | 0            | 0            | 0            | 17       | 0      | 2           | 0          |
| F. Signorelli  | 10       | 1       | 0           | 0          | 1            | 0            | 0            | 0            | 11       | 1      | 0           | 0          |
| R. Soriano     | 26       | 2       | 6           | 2          | 2            | 0            | 0            | 0            | 28       | 2      | 6           | 2          |
| L. Stovini     | 39       | 4       | 7           | 1          | 1            | 0            | 0            | 0            | 40       | 4      | 7           | 1          |
| L. Tonelli     | 17       | 0       | 6           | 1          | 1            | 0            | 1            | 0            | 18       | 0      | 7           | 1          |
| M. Valdifiori  | 36       | 2       | 12          | 0          | 2            | 0            | 0            | 0            | 38       | 2      | 12          | 0          |
| A. Vinci       | 32       | 0       | 6           | 0          | 1            | 0            | 0            | 0            | 33       | 0      | 6           | 0          |

- In corsivo i giocatori non facenti più parte della rosa.